# جردن لوتی
جردن لوتی (انگلیسی: Jordan Lotiès؛ زادهٔ ۵ اوت ۱۹۸۴) بازیکن فوتبال اهل فرانسه است که در پست مدافع بازی می‌کرد.
از باشگاه‌هایی که در آن بازی کرده‌است می‌توان به باشگاه فوتبال اوساسونا، باشگاه فوتبال کلرمون فوت، باشگاه فوتبال دیژون، و باشگاه فوتبال نانسی اشاره کرد.